# 逐星女 (第一季)
美國劇情類超級英雄網絡劇集《逐星女》第一季於2020年5月18日首播，2020年8月10日完結，共13集。改編自DC漫畫旗下、由傑夫·強斯和李·莫德（Lee Moder）共同創作的同名漫畫。傑夫·強斯和梅莉莎·卡特（Melissa Carter）擔當節目統籌。
2017年8月，DC Universe宣佈開發以逐星女為主角的電視劇。2018年9月，布蕾克·貝辛格確定領銜出演標題角色寇特妮·惠特莫爾。她是一名高二女生，從洛杉磯轉學至內布拉斯加州的藍谷高中就讀。獲得反重力武器宇宙之杖之後，成為超級英雄「逐星女」，並成為第二代美國正義協會的領導人。本季中出現的美國正義協會的其餘成員包括伊薇特·蒙瑞爾飾演的「二代野貓」尤蘭達·蒙特斯、安傑利卡·華盛頓飾演的「二代午夜神醫」貝絲·查佩以及卡梅倫·蓋爾曼飾演的「二代時俠」瑞克·泰勒。艾咪·史瑪特和盧克·威爾遜分別出演寇特妮的母親芭芭拉·惠特莫爾·杜根和繼父「星條」帕特·杜根。帕特·杜根是第一代美國正義協會領導人「星俠」席維斯特·班柏頓的助手。喬爾·麥克哈爾、小盧·弗里基諾和布瑞恩·斯塔夫（Brian Stapf）分別客串出演第一代美國正義協會成員「星俠」席維斯特·班柏頓、「時俠」雷克斯·泰勒和「野貓」泰德·格蘭特。尼爾·傑克遜、克里斯托弗·傑姆斯·貝克、艾瑞克·戈斯、尼爾·霍普金斯、喬伊·奧斯曼斯基、漢娜·克汗、尼爾森·李和喬·克內澤維奇（Joe Knezevich）分別出演不義協會成員「冰柱」喬丹·馬肯特、「腦波」老亨利·金、「賭徒」史蒂文·夏普、「運動大師」勞倫斯·克羅克、「虎女」寶拉·布魯克斯、安娜雅·博溫、「龍王」伊藤四朗和「術士」威廉·扎瑞克。傑克·奧斯汀·沃克和梅格·德拉西分別出演「腦波」老亨利·金的兒子小亨利·金和「龍王」伊藤博士的女兒「剃刀」辛迪·伯曼。此外，不義協會成員所羅門·格蘭迪出現於電視劇中，由電腦成像製作而成。本季於2019年3月在美國喬治亞州亞特蘭大開機拍攝。
2020年7月，CW電視網宣佈預訂第二季，並宣佈自第二季起劇集成為該電視台原創節目。

## 集數
| 總集數 | 集數 （季） | 標題          | 譯名           | 導演            | 編劇               | 上線日期      | 製作代碼  | CW收視人數 （百萬） |
| ------ | ----------- | ------------- | -------------- | --------------- | ------------------ | ------------- | --------- | ------------------- |
| 1      | 1           |               | 試播集         | 葛倫·溫特       | 傑夫·強斯          | 2020年5月18日 | T56.10101 | 1.224               |
| 2      | 2           |               | 星條           | 格雷格·比曼     | 傑夫·強斯          | 2020年5月25日 | T56.10102 | 1.180               |
| 3      | 3           |               | 冰柱           | 麥可·奈金       | 可琳·麥吉尼斯      | 2020年6月1日  | T56.10103 | 0.959               |
| 4      | 4           |               | 野貓           | 羅布·哈迪       | 詹姆斯·戴爾·羅賓遜 | 2020年6月8日  | T56.10104 | 1.097               |
| 5      | 5           |               | 時俠與午夜神醫 | 戴維·史蒂芬     | 梅莉莎·卡特        | 2020年6月15日 | T56.10105 | 0.933               |
| 6      | 6           |               | 正義協會       | 克里斯托弗·曼利 | 泰勒·史崔茲        | 2020年6月22日 | T56.10106 | 0.921               |
| 78     | 78          |               | 剃刀           | 莉亞·湯遜       | 伊凡·鮑爾          | 2020年6月29日 | T56.10107 | 0.987               |
| 78     | 78          | 葛瑞·麥克勞德 | 剃刀           | 寶拉·塞文伯爾   | 2020年7月6日       | T56.10108     | 0.981     |                     |
| 9      | 9           |               | 腦波           | 坦姆拉·黛維絲   | 可琳·麥吉尼斯      | 2020年7月13日 | T56.10109 | 0.827               |
| 10     | 10          |               | 小腦波         | 安蒂·阿玛加尼安 | 詹姆斯·戴爾·羅賓遜 | 2020年7月20日 | T56.10110 | 0.766               |
| 11     | 11          |               | 光輝騎士       | 詹妮弗·彭       | 傑夫·強斯          | 2020年7月27日 | T56.10111 | 0.738               |
| 1213   | 1213        |               | 星星與星條     | 托亚·弗莱瑟     | 梅莉莎·卡特        | 2020年8月3日  | T56.10112 | 0.832               |
| 1213   | 1213        | 格雷格·比曼   | 星星與星條     | 傑夫·強斯       | 2020年8月10日      | T56.10113     | 0.860     |                     |

## 演員與角色

### 主要角色
- 布蕾克·貝辛格（英语：Brec Bassinger） 飾演 寇特妮·惠特莫爾／逐星女（英语：Courtney Whitmore）[b][17][18]

- 伊薇特·蒙瑞爾（英语：Yvette Monreal） 飾演 尤蘭達·蒙特斯／二代野貓（英语：Wildcat (Yolanda Montez)）[19]

- 安傑利卡·華盛頓（英语：Anjelika Washington） 飾演 貝絲·查佩／二代午夜神醫（英语：Doctor Mid-Nite）[20][21]

- 卡梅倫·蓋爾曼（英语：Cameron Gellman） 飾演 瑞克·泰勒／二代時俠（英语：Hourman (Rick Tyler)）[c][20][22]

- 特拉·羅馬諾（Trae Romano） 飾演 麥克·杜根（Mike Dugan）[23]

- 傑克·奧斯汀·沃克（英语：Jake Austin Walker） 飾演 小亨利·金（英语：Brainwave (comics)#Henry King Jr.）[24][25]

- 梅格·德拉西（英语：Meg DeLacy） 飾演 辛迪·伯曼／剃刀（英语：Shiv (comics)）[24]

- 尼爾·傑克遜 飾演 喬丹·馬肯特／冰柱（英语：Icicle (comics)）[23][18][20]

- 克里斯托弗·傑姆斯·貝克（英语：Christopher James Baker） 飾演 老亨利·金／腦波（英语：Brainwave (comics)）[19][18][26]

- 艾咪·史瑪特 飾演 芭芭拉·惠特莫爾·杜根（Barbara Whitmore Dugan）[23]

- 盧克·威爾遜 飾演 帕特·杜根／星條（英语：Pat Dugan）[27][18]

- 亨特·桑塞（Hunter Sansone） 飾演 卡梅倫·馬肯特（英语：Icicle (comics)#Cameron Mahkent）[d][23][28]

### 常設角色
- 亨利·托馬斯 飾演 查爾斯·麥克奈德／午夜神醫（英语：Doctor Mid-Nite）[29]

- 艾瑞克·戈斯（英语：Eric Goins） 飾演 史蒂文·夏普／賭徒（英语：Gambler (comics)）[20]

- 尼爾·霍普金斯（英语：Neil Hopkins） 飾演 勞倫斯·克羅克／運動大師（Lawrence "Crusher" Crock / Sportsmaster）[30]

- 喬伊·奧斯曼斯基（英语：Joy Osmanski） 飾演 寶拉·布魯克斯／虎女（Paula Brooks / Tigress）[30]

- 漢娜·克汗（英语：Hina X. Khan） 飾演 安娜雅·博溫（Anaya Bowin）[31][32]

- 馬克·阿什沃斯（英语：Mark Ashworth） 飾演 賈斯汀／光輝騎士（英语：Shining Knight (Sir Justin)）[33][34]

- 尼爾森·李（英语：Nelson Lee） 飾演 伊藤四朗／龍王（英语：Dragon King (DC Comics)）[30][18]

此外，不義協會成員所羅門·格蘭迪出現於電視劇中，由電腦成像製作而成。

### 客串角色
- 喬爾·麥克哈爾 飾演 席維斯特·班柏頓（英语：Sylvester Pemberton）／星俠（英语：Starman (comics)）[36][37]

- 喬·克內澤維奇（Joe Knezevich） 飾演 威廉·扎瑞克／術士（英语：Wizard (DC Comics)）[38]

- 小盧·弗里基諾（英语：Lou Ferrigno, Jr.） 飾演 雷克斯·泰勒／時俠（英语：Hourman (Rex Tyler)）[39]

- 布瑞恩·斯塔夫（Brian Stapf） 飾演 泰德·格蘭特／野貓（英语：Wildcat (Ted Grant)）[40]

- 辛西婭·伊凡（Cynthia Evans） 飾演 丹妮絲·扎瑞克（Denise Zarick）

- 亞當·奧爾德克斯（Adam Aalderks） 飾演 馬特·哈里斯（Matt Harris）

- 吉歐夫·斯圖茲 飾演 山姆·庫蒂斯（Sam Kurtis）[41]

### 聯合出演
- 史黛拉·史密斯 飾演 阿提米絲·克羅克（Artemis Crock）[20]

- 阿什莉·溫芙蕾（Ashley Winfrey） 飾演 珍妮·威廉姆斯（Jenny Williams）

- 威爾·杜斯納（Wil Deusner） 飾演 乔伊·扎瑞克（Joey Zarick）

- 馬克斯·弗朗茲（Max Frantz） 飾演 艾薩克·博溫（英语：Fiddler (comics)）

- 賈森·賈巴爾（Jasun Jabbar） 飾演 布萊恩·坦納·巴洛德（Brian Tanner Balloid）

- 山姆·布魯克斯（Sam Brooks） 飾演 崔維斯·湯瑪斯（Travis Thomas）

- 克里斯汀·亞當（Christian Adam） 飾演 約書亞·哈曼（Joshua Hamman）

- 克朗·摩爾（英语：Kron Moore） 飾演 布麗姬·查佩（Bridget Chapel）

- 吉爾伯特·格倫·布朗（Gilbert Glenn Brown） 飾演 詹姆斯·查佩（James Chapel）

- 蕾莎·威爾遜（Lesa Wilson） 飾演 波比·伯曼（Bobbie Burman）

- 吉姆·法蘭西（Jim France） 飾演 索夫斯·馬肯特（Sofus Mahkent）

- 凱·加爾文（Kay Galvin） 飾演 莉莉·馬肯特（Lily Mahkent）

- 基凱伊·卡斯蒂略（Kikey Castillo） 飾演 瑪麗亞·蒙特斯（Maria Montez）

- 喬納森·布蘭科（Jonathan Blanco） 飾演 艾力克斯·蒙特斯（Alex Montez）

- 威爾莫·卡德隆（英语：Wilmer Calderon） 飾演 胡安·蒙特斯（Juan Montez）

- 金·奧爾巴（King Orba） 飾演 齊克（Zeek）

## 製作

### 開發
2018年7月19日，DC Universe宣佈直接預訂《逐星女》第一季，共13集。試播集由傑夫·強斯編劇，他與葛瑞格·伯蘭蒂、莎拉·謝赫特以及梅莉莎·卡特（Melissa Carter）一同擔任劇集執行監製，傑夫·強斯與梅莉莎·卡特為聯合節目統籌。製作公司包括Mad Ghost Productions、Berlanti Productions以及華納兄弟電視公司。劇集將重塑「逐星女」寇特妮·惠特莫爾一角。

### 選角
2018年9月，布蕾克·貝辛格確定出演「逐星女」寇特妮·惠特莫爾。11月，安傑利卡·華盛頓、伊維特·蒙雷亞爾和克里斯托弗·傑姆斯·貝克確認加入劇組，出演未公佈角色。12月，美國正義協會的成員選角公佈，喬爾·麥克哈爾出演「星俠」席維斯特·班柏頓，小盧·弗里基諾出演「時俠」雷克斯·泰勒，布瑞恩·斯塔夫（Brian Stapf）出演「野貓」泰德·格蘭特，亨利·托馬斯出演「午夜神醫」查爾斯·麥克奈德，四人均為常規角色。喬伊·奧斯曼斯基出演「虎女」寶拉·布魯克斯，尼爾·霍普金斯出演「運動大師」勞倫斯·克羅克，尼爾森·李出演龍王，三名角色均為不義協會成員。
2019年1月7日，DC漫畫公佈盧克·威爾遜確認出演主要角色「星條」帕特·杜根。2月，艾咪·史瑪特出演芭芭拉·惠特莫爾·杜根，特拉·羅馬諾（Trae Romano）出演麥克·杜根（Mike Dugan），此外，傑克·奧斯汀·沃克、梅格·德拉西、卡梅倫·蓋爾曼、尼爾·傑克遜和亨特·桑塞（Hunter Sansone）確認參演劇集。4月，漢娜·克汗確定出演安娜雅·博溫。

### 拍攝
劇集原計劃於2019年1月在喬治亞州亞特蘭大開機拍攝，之後調整為3月14日於喬治亞州瑪麗埃塔開拍。葛倫·溫特將執導首播集。史考特·派克（Scott Peck）擔當攝影指導。製作組還在喬治亞州的杜魯斯、立陶宛泉、達拉斯、保爾丁縣、士麥那、維寧斯和馬布爾頓等地取景拍攝。沃爾特·加西亞（Walter Garcia）擔當特技協調員及第二組導演。

### 特效
Zoic工作室為影片製作後期特效。節目統籌傑夫·強斯表示，這是華納兄弟電視公司出品的第一部在特效鏡頭拍攝前使用視覺預覽技術的電視劇，這種技術目前一般在大製作電影中使用，該技術由第三樓視覺化特效公司完成。傑夫·強斯將此前參與電影《神力女超人》（2017年）、《水行俠》（2018年）和《沙贊！》（2019年）製作得到的經驗應用到《逐星女》後期的特效製作之中。

## 音樂
2019年6月，派娜·托普拉克宣佈為劇集作曲。第一季的音樂原聲帶數字版於2020年8月21日在亞馬遜和iTunes上發行。
| 曲序     | 曲目     | 时长  |
| -------- | -------- | ----- |
| 1.       |          | 0:49  |
| 2.       |          | 2:55  |
| 3.       |          | 3:32  |
| 4.       |          | 1:21  |
| 5.       |          | 1:34  |
| 6.       |          | 4:09  |
| 7.       |          | 1:31  |
| 8.       |          | 1:46  |
| 9.       |          | 3:01  |
| 10.      |          | 2:58  |
| 11.      |          | 5:41  |
| 12.      |          | 3:41  |
| 13.      |          | 2:34  |
| 14.      |          | 2:09  |
| 15.      |          | 2:28  |
| 16.      |          | 3:31  |
| 17.      |          | 2:26  |
| 18.      |          | 3:03  |
| 19.      |          | 2:56  |
| 20.      |          | 2:18  |
| 21.      |          | 1:08  |
| 22.      |          | 1:03  |
| 总时长： | 总时长： | 56:34 |

## 迴響

### 評價
《逐星女》第一季收到多數影評人的好評。根据評論匯總网站爛番茄汇总的38篇评论文章，89%的评论家给予该作正面评价，使之獲得「認證新鮮」標識，平均打分为7.61分（满分10分）。该网站总结的评论家共识是“y”《逐星女》在Metacritic網站上得到「普遍讚譽」，獲得了68/100分（8位影評人）。

### 收視
| 序 | 標題             | 播出日期      | 收視率 （18–49歲） | 收視率變化 （%） | 收視人数 （百萬） | 收視人数變化 （%） | DVR收視率 （18–49歲） | DVR收視人数 （百萬） | 總收視率 （18–49歲） | 總收視人数 （百萬） |
| -- | ---------------- | ------------- | ------------------ | ---------------- | ----------------- | ------------------ | --------------------- | -------------------- | -------------------- | ------------------- |
| 1  | 試播集           | 2020年5月19日 | 0.31               | 不適用           | 1.224             | 不適用             | 0.16                  | 0.544                | 0.47                 | 1.768               |
| 2  | 星條             | 2020年5月26日 | 0.27               | −12.9▼           | 1.180             | −2.78▼             | 0.16                  | 0.632                | 0.43                 | 1.822               |
| 3  | 冰柱             | 2020年6月2日  | 0.19               | −29.63▼          | 0.959             | −19.41▼            | 0.18                  | 0.717                | 0.37                 | 1.676               |
| 4  | 野貓             | 2020年6月9日  | 0.22               | +15.79▲          | 1.097             | +14.39▲            | 0.15                  | 0.556                | 0.37                 | 1.654               |
| 5  | 時俠與午夜神醫   | 2020年6月16日 | 0.19               | −13.64▼          | 0.940             | −14.31▼            | 0.24                  | 0.763                | 0.42                 | 1.703               |
| 6  | 正義協會         | 2020年6月23日 | 0.21               | +10.53▲          | 0.921             | −2.02▼             | 0.22                  | 0.710                | 0.43                 | 1.631               |
| 7  | 剃刀（上）       | 2020年6月30日 | 0.23               | +9.52▲           | 0.987             | +7.17▲             | 0.17                  | 0.589                | 0.39                 | 1.576               |
| 8  | 剃刀（下）       | 2020年7月7日  | 0.20               | −13.04▼          | 0.981             | −2.63▼             | 0.20                  | 0.611                | 0.40                 | 1.572               |
| 9  | 腦波             | 2020年7月14日 | 0.20               | ━                | 0.827             | −13.94▼            | 0.18                  | 0.580                | 0.38                 | 1.407               |
| 10 | 小腦波           | 2020年7月21日 | 0.15               | −25▼             | 0.766             | −7.38▼             | 0.11                  | 0.315                | 0.27                 | 1.081               |
| 11 | 光輝騎士         | 2020年7月28日 | 0.17               | +13.33▲          | 0.738             | −3.66▼             | 0.13                  | 0.406                | 0.30                 | 1.144               |
| 12 | 星星與星條（上） | 2020年8月4日  | 0.19               | +11.76▲          | 0.832             | +12.74▲            | 0.16                  | 0.496                | 0.35                 | 1.328               |
| 13 | 星星與星條（下） | 2020年8月11日 | 0.21               | +10.53▲          | 0.860             | +3.37▲             | 0.15                  | 0.477                | 0.36                 | 1.337               |

## 宣傳與發行

### 電視播出
《逐星女》原計劃於2019年8月下旬至11月下旬在DC Universe播出。2019年3月29日，DC Universe宣佈《泰坦》第二季將於秋季開播，《逐星女》調整至2020年初播出。11月，CW電視網宣佈每集將於在DC Universe首播的第二天時在該頻道播出。12月10日，CW宣佈劇集將於2020年春季在該頻道首播。劇集於2020年5月11日在DC Universe首播，於5月12日21：00在CW電視台首播，自5月26日起，改動至20：00播出。2020年3月，製作方宣佈劇集推遲一週播出，將於2020年5月18日在DC Universe以4K超高清圖像制式首播，於2020年5月19日20：00在CW電視台首播。因為CW電視台在劇中插播商業廣告，電視台播出版本的第一季中某些集有刪減，例如前兩集分別刪減了八分鐘左右，DC Universe串流平台上播出的是完整版本。為適應CW電視台的播出時長，第一季後續集數做出了適當的調整。2020年12月1日，第一季在HBO Max播出。

### 市場營銷
2019年12月7日，DC釋出首支前導預告片。12月10日，CW釋出官方預告片。2020年8月3日，CW電視台釋出逐星女以及綠箭宇宙中的各超級英雄戴口罩的宣傳照片，提醒人們在公共場合佩戴口罩的重要性，防止2019冠狀病毒病的傳播。

### 影碟發行
| 《逐星女》第一季 |          |               |               |                |                |                |                |
| 影碟詳情         |          |               |               |                |                |                |                |
| - 13集／3碟裝    |          |               |               |                |                |                |                |
| DVD              | DVD      | 區域1         | 區域1         | 區域2          | 區域2          | 區域4          | 區域4          |
| 發行日期         | 發行日期 | 2020年9月29日 | 2020年9月29日 | 2020年11月23日 | 2020年11月23日 | 2020年11月4日  | 2020年11月4日  |
| 藍光影碟         | 藍光影碟 | A區           | A區           | A區            | B區            | B區            | B區            |
| 發行日期         | 發行日期 | 2020年9月29日 | 2020年9月29日 | 2020年9月29日  | 2020年11月23日 | 2020年11月23日 | 2020年11月23日 |

## 備註
1. ↑  第一季每集於網路串流媒體平台DC Universe首播，次日於CW電視台播出[2][3]。
2. ↑  麥齊·史密斯出演五歲的寇特妮。
3. ↑  波士頓·皮爾斯出演七歲的瑞克。
4. ↑  羅傑·戴爾·弗洛伊德出演少年時期的卡梅倫。

## 資料來源
1. ↑  Mitovich, Matt Webb. . TVLine. 2020-07-06  [2020-07-06]. （原始内容存档于2020-07-06） （美国英语）.
2. ↑  . The Futon Critic.   [2020-05-13]. （原始内容存档于2020-09-02）.
3. 1 2  Mitovitch, Matt Webb. . TV Line. 2020-03-26  [2020-03-27]. （原始内容存档于2020-03-27） （美国英语）.
4. 1 2  Metcalf, Mitch. . Showbuzz Daily. 2020-05-20  [2020-05-20]. （原始内容存档于2020-06-05） （美国英语）.
5. 1 2  Metcalf, Mitch. . Showbuzz Daily. 2020-05-27  [2020-05-28]. （原始内容存档于2020-06-03） （美国英语）.
6. 1 2  Metcalf, Mitch. . Showbuzz Daily. 2020-06-03  [2020-06-04]. （原始内容存档于2020-06-03） （美国英语）.
7. 1 2  Metcalf, Mitch. . Showbuzz Daily. 2020-06-10  [2020-06-11]. （原始内容存档于2020-06-10） （美国英语）.
8. 1 2  Metcalf, Mitch. . Showbuzz Daily. 2020-06-17  [2020-06-18]. （原始内容存档于2020-06-18） （美国英语）.
9. 1 2  Metcalf, Mitch. . Showbuzz Daily. 2020-06-24  [2020-06-26]. （原始内容存档于2020-06-27） （美国英语）.
10. 1 2  Metcalf, Mitch. . Showbuzz Daily. 2020-07-01  [2020-07-05]. （原始内容存档于2020-07-01） （美国英语）.
11. 1 2  Metcalf, Mitch. . Showbuzz Daily. 2020-07-08  [2020-07-09]. （原始内容存档于2020-07-11） （美国英语）.
12. 1 2  Metcalf, Mitch. . Showbuzz Daily. 2020-07-15  [2020-07-16]. （原始内容存档于2020-07-17） （美国英语）.
13. 1 2  Metcalf, Mitch. . Showbuzz Daily. 2020-07-22  [2020-07-22]. （原始内容存档于2020-07-23） （美国英语）.
14. 1 2  Metcalf, Mitch. . Showbuzz Daily. 2020-07-29  [2020-07-29]. （原始内容存档于2020-09-02） （美国英语）.
15. 1 2  Metcalf, Mitch. . Showbuzz Daily. 2020-08-05  [2020-08-05]. （原始内容存档于2020-08-07） （美国英语）.
16. 1 2  Metcalf, Mitch. . Showbuzz Daily. 2020-08-12  [2020-08-12]. （原始内容存档于2020-08-16） （美国英语）.
17. 1 2  Boucher, Geoff. . Deadline Hollywood. 2018-09-20  [2018-12-17]. （原始内容存档于2020-04-22） （美国英语）.
18. 1 2 3 4 5  Schedeen, Jesse. . IGN. 2020-03-31  [2020-04-02]. （原始内容存档于2020-04-02） （美国英语）.
19. 1 2 3 4  Petski, Denise. . Deadline Hollywood. 2018-11-29  [2018-12-17]. （原始内容存档于2018-11-30） （美国英语）.
20. 1 2 3 4 5  Wang, K.L. Connie. . Parade. 2020-05-19  [2020-05-22]. （原始内容存档于2020-05-22） （美国英语）.
21. 1 2  Burlingame, Russ. . Comicbook.com. 2018-11-02  [2018-12-17]. （原始内容存档于2018-11-02） （美国英语）.
22. 1 2  Petski, Denise. . deadline. 2019-02-21  [2019-03-28]. （原始内容存档于2019-02-22） （美国英语）.
23. 1 2 3 4 5  Boucher, Geoff. . deadline. 2019-02-22  [2019-03-28]. （原始内容存档于2019-11-08） （美国英语）.
24. 1 2 3  Boucher, Geoff. . deadline. 2019-02-04  [2019-03-28]. （原始内容存档于2019-11-02） （美国英语）.
25. ↑  . The CW Press.   [2020-04-25]. （原始内容存档于2020-04-25） （美国英语）.
26. ↑  Damore, Meagan. . Comic Book Resources. 2020-05-17  [2020-05-30]. （原始内容存档于2020-05-30） （美国英语）.
27. 1 2  Beedle, Tim. . DC漫畫. 2019-01-07  [2019-01-09]. （原始内容存档于2019-01-09） （美国英语）.
28. 1 2  . The CW Press.   [2020-04-25]. （原始内容存档于2020-04-25） （美国英语）.
29. 1 2  Agard, Chancellor. . 2018-12-17  [2018-12-19]. （原始内容存档于2018-12-18） （美国英语）.
30. 1 2 3 4  Boucher, Geoff. . Deadline Hollywood. 2018-12-20  [2019-01-13]. （原始内容存档于2018-12-21） （美国英语）.
31. 1 2  Petski, Denise. . Deadline Hollywood. 2019-04-17  [2019-04-17]. （原始内容存档于2019-04-17） （美国英语）.
32. 1 2  Behbakht, Andy. . Screen Rant. 2020-03-20  [2020-05-22]. （原始内容存档于2020-03-22） （美国英语）.
33. 1 2  Zalban, Alex. . Decider. 2020-05-19  [2020-05-23]. （原始内容存档于2020-05-23） （美国英语）.
34. ↑  Damore, Meagan. . Comic Book Resources. 2020-06-30  [2020-07-01]. （原始内容存档于2020-07-01） （美国英语）.
35. 1 2  Stone, Sam. . Comic Book Resources. 2020-02-04  [2020-05-20]. （原始内容存档于2020-02-05） （美国英语）.
36. 1 2  Turchiano, Danielle. . 2018-12-12  [2018-12-17]. （原始内容存档于2018-12-15） （美国英语）.
37. ↑  Mitovitch, Matt Webb. . TVLine. 2020-08-10  [2020-08-11]. （原始内容存档于2020-08-11） （美国英语）.
38. ↑  Alexander, Susannah. . Digital Spy. 2020-05-05  [2020-05-22]. （原始内容存档于2020-05-15） （美国英语）.
39. 1 2  Polito, Thomas. . 2018-12-13  [2018-12-17]. （原始内容存档于2018-12-17） （美国英语）.
40. 1 2  Polito, Thomas. . 2018-12-13  [2018-12-17]. （原始内容存档于2018-12-17） （美国英语）.
41. ↑  Siede, Caroline. . The A.V. Club. 2020-07-27  [2020-07-30]. （原始内容存档于2020-07-29） （美国英语）.
42. 1 2 3  Patten, Dominic. . Deadline Hollywood. 2018-07-19  [2018-12-17]. （原始内容存档于2018-07-19） （美国英语）.
43. 1 2  Andreeva, Nellie; Petski, Denise. . Deadline Hollywood. 2019-11-21  [2019-11-21]. （原始内容存档于2019-11-22） （美国英语）.
44. ↑  Williams, Caleb. . Geeks Worldwide. 2018-08-31  [2019-01-13]. （原始内容存档于2019-03-28） （美国英语）.
45. 1 2  Walljasper, Matt. . Atlanta. 2018-03-29  [2019-04-01]. （原始内容存档于2019-04-01） （美国英语）.
46. ↑  Stuart, Cameron. . backstage. 2018-03-28  [2019-04-01]. （原始内容存档于2019-04-01） （美国英语）.
47. ↑  Burlingame, Russ. . ComicBook. 2019-01-10  [2019-01-11]. （原始内容存档于2019-07-09） （美国英语）.
48. ↑  . Scott Peck.   [2020-04-25]. （原始内容存档于2020-04-25） （美国英语）.
49. ↑  Walljaspter, Matt. . Atlanta. 2019-04-30  [2020-04-03]. （原始内容存档于2019-04-30） （美国英语）.
50. ↑  Walljaspter, Matt. . Atlanta. 2019-06-27  [2020-04-03]. （原始内容存档于2019-06-28） （美国英语）.
51. ↑  Walljaspter, Matt. . Atlanta. 2019-08-29  [2020-04-03]. （原始内容存档于2020-01-22） （美国英语）.
52. 1 2 3 4  Agard, Chancellor. . Entertainment Weekly. 2020-05-13  [2020-05-13]. （原始内容存档于2020-05-14） （美国英语）.
53. 1 2  Radish, Christina. . Collider. 2020-05-19  [2020-05-22]. （原始内容存档于2020-05-22） （美国英语）.
54. ↑  . Film Music Reporter. 2019-06-25  [2020-04-03]. （原始内容存档于2019-09-20） （美国英语）.
55. ↑  .   [2020-08-27]. （原始内容存档于2020-09-02） （美国英语）.
56. ↑  . Metacritic. Red Ventures.   [2021-08-11] （美国英语）.
57. ↑  . TV Series Finale. 2020-08-12  [2020-10-20]. （原始内容存档于2020-10-27） （美国英语）.
58. ↑  . TV Series Finale. 2020-08-12  [2020-10-20]. （原始内容存档于2020-10-27） （美国英语）.
59. ↑  Pucci, Douglas. . Programming Insider. 2020-06-06  [2020-06-08]. （原始内容存档于2020-06-06） （美国英语）.
60. ↑  Pucci, Douglas. . Programming Insider. 2020-06-12  [2020-06-12]. （原始内容存档于2020-06-07） （美国英语）.
61. ↑  Pucci, Douglas. . Programming Insider. 2020-06-23  [2020-06-23]. （原始内容存档于2020-06-07） （美国英语）.
62. ↑  Pucci, Douglas. . Programming Insider. 2020-06-29  [2020-07-06]. （原始内容存档于2020-07-03） （美国英语）.
63. ↑  Pucci, Douglas. . Programming Insider. 2020-07-02  [2020-07-06]. （原始内容存档于2020-06-30） （美国英语）.
64. ↑  Pucci, Douglas. . Programming Insider. 2020-06-28  [2020-07-13]. （原始内容存档于2020-06-30） （美国英语）.
65. ↑  Pucci, Douglas. . Programming Insider. 2020-07-17  [2020-07-17]. （原始内容存档于2020-07-05） （美国英语）.
66. ↑  Pucci, Douglas. . Programming Insider. 2020-07-19  [2020-07-19]. （原始内容存档于2020-07-16） （美国英语）.
67. ↑  Pucci, Douglas. . Programming Insider. 2020-08-03  [2020-08-03]. （原始内容存档于2020-08-04） （美国英语）.
68. ↑  Pucci, Douglas. . Programming Insider. 2020-08-04  [2020-08-04]. （原始内容存档于2020-07-24） （美国英语）.
69. ↑  Pucci, Douglas. . Programming Insider. 2020-07-31  [2020-08-13]. （原始内容存档于2020-08-04） （美国英语）.
70. ↑  Douglas Pucci. . Programming Insider. 2020-08-09  [2020-08-17]. （原始内容存档于2020-08-16） （美国英语）.
71. ↑  Douglas Pucci. . Programming Insider. 2020-08-13  [2020-08-28]. （原始内容存档于2020-08-24） （美国英语）.
72. ↑  Ridgely, Charlie. . Comicbook.com. 2018-10-04  [2018-12-17]. （原始内容存档于2018-10-13） （美国英语）.
73. ↑  Webb Mitovich, Matt. . TVLine. 2019-03-29  [2019-03-30]. （原始内容存档于2019-03-30） （美国英语）.
74. 1 2  Anderson, Jenna. . comicbook.com. 2019-12-10  [2019-12-11]. （原始内容存档于2019-12-11） （美国英语）.
75. ↑  Otterson, Joe. . Variety. 2020-03-04  [2020-03-04]. （原始内容存档于2020-03-05） （美国英语）.
76. ↑  Petski, Denise. . Deadline Hollywood. 2020-03-04  [2020-03-04]. （原始内容存档于2020-03-04） （美国英语）.
77. ↑  . DCComics.com. 2020-03-31  [2020-04-25]. （原始内容存档于2020-04-25） （美国英语）.
78. ↑  Mitovitch, Matt Webb. . TVLine. 2020-05-17  [2020-05-17]. （原始内容存档于2020-05-17） （美国英语）.
79. ↑  Hasan, Sumaita. . Screen Rant. 2020-05-20  [2020-05-23]. （原始内容存档于2020-05-23） （美国英语）.
80. ↑  Anderson, Jenna. . Comicbook.com. 2020-11-26  [2020-12-15]. （原始内容存档于2020-12-05） （美国英语）.
81. ↑  Behbakht, Andy. . Screenrant. 2019-12-07  [2019-12-11]. （原始内容存档于2019-12-08） （美国英语）.
82. ↑  Swift, Andy. . TVLine. 2020-08-03  [2020-08-05]. （原始内容存档于2020-08-05） （美国英语）.
83. ↑  .   [2020-08-10]. （原始内容存档于2020-09-02） –Amazon （美国英语）.
84. ↑  .   [2021-03-04]. （原始内容存档于2021-03-04） –Amazon （英国英语）.
85. ↑  .   [2021-03-04]. （原始内容存档于2021-03-04） –JB Hi-Fi （澳大利亚英语）.
86. ↑  .   [2020-08-10]. （原始内容存档于2020-09-02） –Amazon （美国英语）.
87. ↑  .   [2021-03-04]. （原始内容存档于2020-11-20） –Amazon （英国英语）.

## 外部連結
- 官方网站
- 《逐星女 (第一季)》各集列表 来自互联网电影数据库